# Bitter (likier)

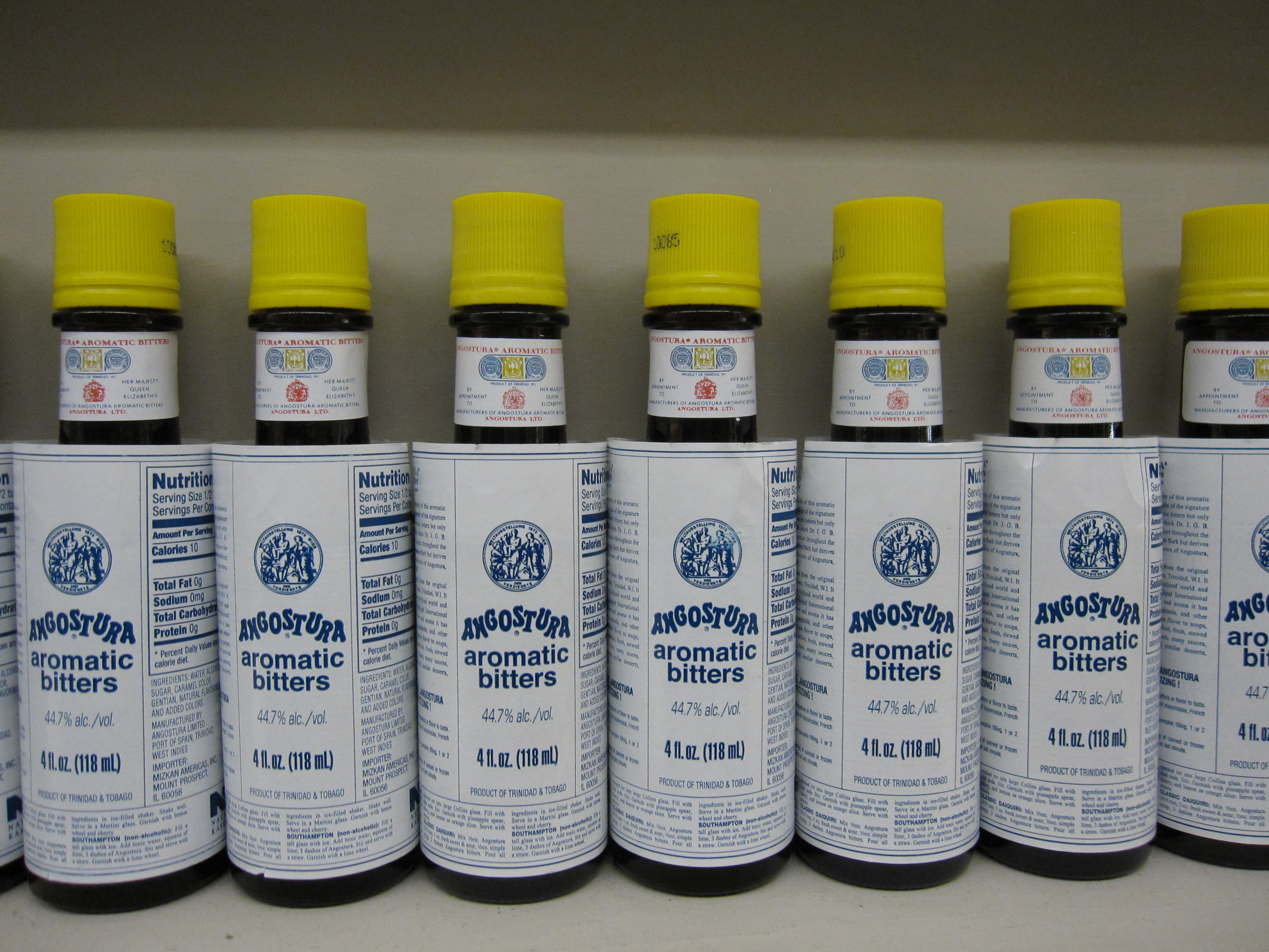
Angostura bitters

Bitter lub Bitters – gorzkie, aromatyczne krople (zaprawy) barmańskie na bazie alkoholu posiadające specyficzny smak lub zapach, stosowane jako składnik koktajli alkoholowych.
- Orange bitters – wytwarzane w Stanach Zjednoczonych oraz w Anglii. Do ich produkcji wykorzystuje się m.in. skórki pomarańczowe i różne gorzkie oraz aromatyczne składniki.
- Grapefruit bitter – wytwarzana z wykorzystaniem skórek grejpfrutowych.
- Lemon bitter – zawiera chininę z nieco gorzkich skórek limonek.
- Angostura – z Trynidadu i Tobago o ciemnoczerwonej barwie, zawierająca 23–45% alkoholu.
- Underberg – produkt powstały w wyniku maceracji ziół z wysokogatunkowym alkoholem. Produkowany tylko w 20 ml. opakowaniach. Zawiera objętościowo 44% alkoholu.
- Picon – bitter korzenno-cytrusowy. Występuje w dwu odmianach: Picon Biere (dodawany do piwa) i Picon Club (dodawany do białego wina lub szampana.